# 刘绥
刘绥（？—？），字万安，山阳郡高平县（今山东省邹城市郭里镇）人，东晋政治人物。

## 生平
刘绥出身官宦之家。为刘斌的儿子，安北大将军刘宝的侄子，其先祖刘奧曾任汉魏时期的太祝令。刘绥少时便习武弄棒，成年后身材魁伟，武艺精湛，跟从中领军庾和出战。官至骠骑长史。妻阮幼娥，有女刘静女。
州里称刘绥为委伯，陈留阮放为宏伯，高平郗鉴为方伯，泰山胡毋辅之为达伯，济阴卞壼为裁伯，陈留蔡谟为朗伯，阮孚为诞伯，泰山羊曼为濌伯，八人号称兖州八伯。
王羲之年轻的时候，时任丞相的王导曾将两人比较；王导认为王羲之之才不输给刘绥。